# Sphaleropalpus pumicatus
Sphaleropalpus pumicatus is een fossiele soort schietmot uit de familie Sericostomatidae.